# Louis Charles du Plessis d'Argentré
Louis-Charles du Plessis d'Argentré, nacido en 1723 y muerto en 1808, fue un clérigo francés que fue obispo de Limoges y diputado a los Estados Generales.

## Biografía
Monseñor du Plessis d'Argentré fue elegido diputado del clero de la senescalsia de Limoges en los Estados Generales de 1789. Él juega un papel importante, y constantemente se sienta con el partido que se opone a la Revolución Francesa.
En París se une a la obispo de Clermont para ordenar a los clérigos que se niegan a prestar juramento a la constitución civil del clero.
Entonces decide emigrar. Primero se refugió en Inglaterra durante dos años con su hermano Jean-Baptiste, obispo de Sées, luego en 1794 en Münster en Westfalia , de donde mantiene correspondencia con el grandes vicarios a quien ha confiado la administración de su diócesis. Algunos de estos vicarios cumplen su deber hasta el martirio, como Raymond Pétiniaud de Jourgnac.
El concordato de 1801 le hizo tomar otro arreglo. Primero firma, con otros treinta y siete obispos franceses, protestas dirigidas a Pío VII. Pero, temiendo un cisma que sería fatal para la Iglesia, el 20 de Febrero de 1802, emitió una advertencia a los fieles de su diócesis, con instrucciones para el vicarios generales y para el clero: reconoce al nuevo obispo que ha asumido el cargo con la autorización del Papa, retira sus poderes a los vicarios generales que él mismo ha instituido. Como resultado de esta decisión, apenas hubo clérigos disidentes en esta diócesis, y el ex obispo estuvo constantemente en contacto con su sucesor, el obispo concordatario Jean-Marie-Philippe Dubourg.
El 28 de marzo de 1808, murió en el exilio en Münster (donde su hermano Jean-Baptiste se unió a él y murió en 1805). Sus huesos fueron llevados a la Catedral de Limoges en 1876, una ceremonia durante la cual el canónigo Leclerc pronunció su elogio.